# Hydrotop

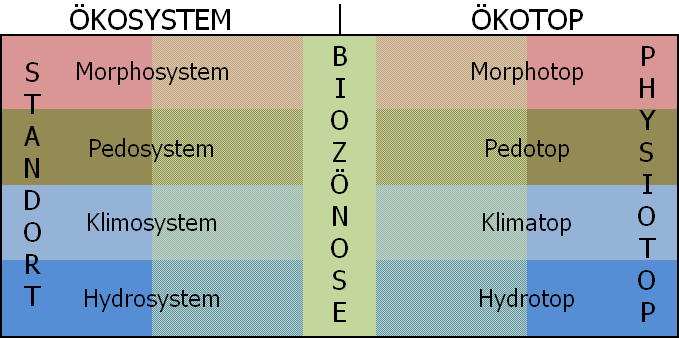
Die Stellung des Hydrotops / Hydrosystems innerhalb des Ökotops / Ökosystems.

 Der Hydrotop bezeichnet in der Landschaftsökologie den aquatischen Bereich in einem Ökotop. Innerhalb eines bestimmten Ökotops besitzt der Hydrotop einen einheitlichen Charakter. Der Begriff kann auch einfach für einen beliebigen aquatischen (von Wasser bestimmten, von lateinisch aqua: Wasser) Biotop stehen.
Der Begriff wird heute am häufigsten in der hydrologischen Modellierung verwendet. Im Zusammenhang mit der Bildung GIS-gestützter Landschaftsmodelle ist ein Hydrotop ein Ausschnitt der Landschaft, der ähnliche hydrologische Eigenschaften besitzt.  Wesentliche Parameter eines Hydrotops sind darin zum Beispiel Hangneigung, Bodenart und Bodentextur, und Landnutzung/Vegetationstyp. Anstelle von Hydrotop ist auch das aus dem Englischen abgeleitete Synonym HRU (hydrologically response unit) verbreitet